# قائمة ابطال العالم التي ان ايه للوزن الثقيل

## قائمة ابطال التي ان ايه العالميين

### أسماء سابقة للبطولة
| اسم البطولة                                       | السنوات                         |
| ------------------------------------------------- | ------------------------------- |
| بطولة ان دبليو ايه العالم للوزن الثقيل            | 16 يونيو 2002 - 13 مايو 2007    |
| بطولة التي ان ايه العالم للوزن الثقيل             | 13 مايو 2007– 1 مارس 2017       |
| بطولة امباكت ريسلينج العالم للوزن الثقيل          | 2 مارس 2017 – 2 يوليو 2017      |
| بطولة الجي اف دبليو الموحدة العالميه للوزن الثقيل | 2 يوليو 2017 – 17 اغسطس 2017    |
| بطولة الجي اف دبليو العالميه                      | 17 اغسطس 2017 – الي سبتمبر 2017 |
| بطولة التي ان ايه العالميه                        | سبتمبر 2017 – الي الان          |

| ترتيب البطل. | اسم المصارع                     | عدد المرات | تاريخ الفوز     | عدد الايام | المكان                        | الحدث | ملاحظات | المصدر(المصادر)      |
| ------------ | ------------------------------- | ---------- | --------------- | ---------- | ----------------------------- | --- | --- | -------------------- |
| 1            | كين شامروك                      | 1          | يونيو 19, 2002  | 49         | هنتسفيل (ألاباما)             | العرض الاسبوعي المدفوع رقم #1                                                                                    | هزم مايلز في نهائيات مباراة جونجليت فور جولد للفوز بالبطولة الشاغرة . |                      |
| 2            | رون كلينجز                      | 1          | أغسطس 7, 2002   | 105        | ناشفيل (تينيسي)               | العرض الاسبوعي المدفوع رقم #8                                                                                    | |                      |
| 3            | جيف جاريت                       | 1          | نوفمبر 20, 2002 | 203        | ناشفيل (تينيسي)               | العرض الاسبوعي المدفوع رقم #22                                                                                   | تم توحيد البطولة مع بطولة دبليو دبليو ايه للوزن الثقيل عن طريق هزيمة ستينج في مايو 2003 أوكلاند. |                      |
| 4            | الاستثنائي اي جي ستايلز         | 1          | يونيو 11, 2003  | 133        | ناشفيل (تينيسي)               | العرض الاسبوعي المدفوع رقم #48                                                                                   | في مباراة تهديد ثلاثي شملت ايضاً سكوت ليفي. |                      |
| 5            | جيف جاريت                       | 2          | أكتوبر 22, 2003 | 182        | ناشفيل (تينيسي)               | العرض الاسبوعي المدفوع رقم #67                                                                                   | |                      |
| 6            | الاستثنائي اي جي ستايلز         | 2          | أبريل 21, 2004  | 28         | ناشفيل (تينيسي)               | العرض الاسبوعي المدفوع رقم #91                                                                                   | مباراة قفص حديدي. |                      |
| 7            | رون كلينجز                      | 2          | مايو 19, 2004   | 14         | ناشفيل (تينيسي)               | العرض الاسبوعي المدفوع رقم #95                                                                                   | مباراة قاتلة رباعية شملت ريفن و كريس هاريس. |                      |
| 8            | جيف جاريت                       | 3          | يونيو 2, 2004   | 347        | ناشفيل (تينيسي)               | العرض الاسبوعي المدفوع رقم#97                                                                                    | في مباراة ملك الجبال, شملت ايضا اي جي ستايلز وريفن و كريس هاريس . في عرض 23 يونيو العرض الاسبوعي المدفوع رقم #99 هزم رون كلينجز جي جاريا ولكن بطريق قها جدال لذالك تم اعادة اللقب لجاريت بواسطة فينس روسو وفي يوم 3 ابريل 2005 قام المصارع راي جونزاليز بتثبت جيف جاريت في عرض IWA Juicio Final في سان خوان ولكن بواسطة حكم اخر غير حكم النزال لذلك لم يتم الاعتراف بهذا التغير .                                                                                            | [ 1 ]                |
| 9            | الاستثنائي اي جي ستايلز         | 3          | مايو 15, 2005   | 35         | أورلاندو (فلوريدا)            | هارد جاستس | . تيتو اورتيز كان حكم خاص للمباراة . | [ 2 ]                |
| 10           | ريفن                            | 1          | يونيو 19, 2005  | 88         | أورلاندو (فلوريدا)            | سلامي فرسري | مباراة ملك الجبال شملت ايضا أبيس (مصارع)، مونتي براون, و اكس باك. | [ 3 ]                |
| 11           | جيف جاريت                       | 4          | سبتمبر 15, 2005 | 38         | وندسور (أونتاريو)             | عرض محلي لاتحاد بي سي دبليو انترنشنول اندكت                                                                      | |                      |
| 12           | راينو                           | 1          | أكتوبر 23, 2005 | 2          | أورلاندو (فلوريدا)            | باوند فور جلوري                                                                                                  | راينو اخذ حق لقاء جاريت عن طريق الفوز بمياراة الجونجليت فور جولد واخر مصارع اقصاه هو كيفن ناش ليصبح المتحدي الأول . | [ 4 ]                |
| 13           | جيف جاريت                       | 5          | أكتوبر 25, 2005 | 110        | أورلاندو (فلوريدا)            | إمباكت ريسلنغ | Aired November 3, 2005. |                      |
| 14           | كرستيان كيدج                    | 1          | فبراير 12, 2006 | 126        | أورلاندو (فلوريدا)            | اجانست ال اودز                                                                                                   | | [ 5 ]                |
| 15           | جيف جاريت                       | 6          | يونيو 18, 2006  | 126        | أورلاندو (فلوريدا)            | سلامي فرسري 2006                                                                                                 | مباراة ملك الجبال فاز يقرار من الحكم إيرل هيبنر وجيم كورنيت و لكن تم تجريد جاريت من اللقب لاحقا في ذاك الاسبوع ولكن تم التراجغ عن هذا القرار واغلن ان جاريت سيواجه المتحدي الأول في عرض فيكوري رود الذي اقيم في 16 يوليو 2006.ولن يتم الاعتراف باللقب شاغراً. | [ 6 ] [ 7 ]          |
| 16           | ستينغ (مصارع)                   | 1          | أكتوبر 22, 2006 | 28         | بلايموث (ميشيغان)             | Bound for Glory                                                                                                  | كان كيرت انجل المشرف علي دق الجرس (حكم مساعد)مباراة لقب ضد الحياة المهنيه . | [ 8 ]                |
| 17           | أبيس (مصارع)                    | 1          | نوفمبر 19, 2006 | 56         | أورلاندو (فلوريدا)            | جينسيس | ابيس هزم ستينج بال(DQ ) عن طريق صدم سيتنج الحكم . | [ 9 ]                |
| 18           | كرستيان كيدج                    | 2          | يناير 14, 2007  | 119        | أورلاندو (فلوريدا)            | فاينال ريزلوشن                                                                                                   | المباراة كانت تهديد ثلاثي علي طريقة الاقصاء . | [ 10 ]               |
| —            | شاغر                            | —          | مايو 13, 2007   | —          | —                             | — | تم تجريد كرستيان كيدج من اللقب في نفس يوم عرض ساكريفايس 2007 و بالتالي كان يجب علي التي ان ايه اغادة اللقب للان دبليو ايه وهذا بسبب نهايه الاتفاق بين التي ان ايه والان دبليو ايه. |                      |
| 1            | كيرت أنغل                       | 1          | مايو 13, 2007   | 1          | أورلاندو (فلوريدا)            | ساكريفايس | انجل هزم بطل الان دبليو ايه للوزن الثقيل كيدج \|جيسون ريسو وستينغ (مصارع) في مباراة تهديد ثلاثي علي لقب الان دبليو ايه للوزن الثقيل لكن إدارة الان دبليو ايه قررت تجريد كرستيان كيدج من اللقب قبل المباراة لذلك تم الاعلان في حلقة الامباكت 14/5/2007 عن تتويج انجل بلقب التي ان ايه للوزن الثقيل وتم تجريده من اللقب في نهايه هذه التسجيلات . | [ 12 ] [ 13 ]        |
| —            | شاغر                            | —          | مايو 14, 2007   | 1          | أورلاندو (فلوريدا)            | Impact! | Angle was stripped of the title due to a double-fall result of the three-way match at Sacrifice. This episode aired on tape delay on May 17, 2007. | [ 11 ] [ 14 ] [ 15 ] |
| 2            | كيرت أنغل                       | 2          | يونيو 17, 2007  | 119        | ناشفيل (تينيسي)               | سلامي فرسري align="left"\|انجل هزم إيه جيه ستايلز، كريس هاريس، كيدج\|جيسون ريسو وساموا جو في مباراة ملك الجبال . | [ 16 ] [ 17 ] |                      |
| 3            | ستينغ (مصارع)                   | 1          | أكتوبر 14, 2007 | 2          | دولوث (جورجيا)                | Bound for Glory                                                                                                  | | [ 18 ] [ 19 ]        |
| 4            | كيرت أنغل                       | 3          | أكتوبر 16, 2007 | 180        | أورلاندو (فلوريدا)            | Impact! | This episode aired on tape delay on October 25, 2007. | [ 20 ] [ 21 ]        |
| 5            | ساموا جو                        | 1          | أبريل 13, 2008  | 182        | لوويل                         | Lockdown | This was a أنواع مباريات المصارعة . | [ 22 ] [ 23 ]        |
| 6            | ستينغ (مصارع)                   | 2          | أكتوبر 12, 2008 | 189        | هوفمان استيتس (إلينوي)        | Bound for Glory                                                                                                  | This was a match, where the loser can't get a rematch | [ 24 ] [ 25 ]        |
| 7            | مايك فولي                       | 1          | أبريل 19, 2009  | 63         | فيلادلفيا (بنسيلفانيا)        | Lockdown | This was a أنواع مباريات المصارعة. | [ 26 ] [ 27 ]        |
| 8            | كيرت أنغل                       | 4          | يونيو 21, 2009  | 91         | أوبورن هيلز                   | Slammiversary | This was a King of the Mountain match also involving إيه جيه ستايلز، جيف جاريت and ساموا جو. | [ 28 ] [ 29 ]        |
| 9            | إيه جيه ستايلز                  | 1          | سبتمبر 20, 2009 | 211        | أورلاندو (فلوريدا)            | No Surrender | This was a أنواع مباريات المصارعة also involving هيرنانديز، مات مورغان and ستينغ (مصارع). | [ 30 ] [ 31 ]        |
| 10           | روب فان دام                     | 1          | أبريل 19, 2010  | 113        | أورلاندو (فلوريدا)            | Impact! | | [ 32 ] [ 33 ]        |
| —            | قائمة مصطلحات مصارعة المحترفين  | —          | أغسطس 10, 2010  | —          | أورلاندو (فلوريدا)            | Impact! | The title was قائمة مصطلحات مصارعة المحترفين due to روب فان دام suffering a storyline injury. This episode aired on tape delay on August 19, 2010. | [ 34 ] [ 35 ]        |
| 11           | جيف هاردي                       | 1          | أكتوبر 10, 2010 | 91         | دايتونا بيتش                  | باوند فور جلوري                                                                                                  | جيف هاردي هزم كيرت أنغل واندرسون\|مستر كينيدي في مباراة تهديد ثلاثي للفوز باللقب الشاغر في نهائي دوري البطولة العالم وكان شرط المباراة لو خسر انجل يتقاعد، اضطر انجل (سناريو) للتقاعد . | [ 36 ] [ 37 ]        |
| 12           | Anderson\|اندرسون \|مستر كينيدي | 1          | يناير 9, 2011   | 35         | أورلاندو (فلوريدا)            | جيسنسيس | | [ 38 ] [ 39 ]        |
| 13           | جيف هاردي                       | 2          | فبراير 13, 2011 | 11         | أورلاندو (فلوريدا)            | اجانست ال اودس                                                                                                   | T مباراة سلم . | [ 40 ] [ 41 ]        |
| 14           | ستينغ (مصارع)                   | 3          | فبراير 24, 2011 | 108        | فاييتفيل (كارولاينا الشمالية) | Impact! | This episode aired on tape delay on March 3, 2011. | [ 42 ] [ 43 ]        |
| 15           | مستر كينيدي                     | 2          | يونيو 12, 2011  | 29         | أورلاندو (فلوريدا)            | Slammiversary | | [ 44 ] [ 45 ]        |
| 16           | ستينغ (مصارع)                   | 4          | يوليو 11, 2011  | 27         | أورلاندو (فلوريدا)            | إمباكت ريسلنغ | This episode aired on tape delay on July 14, 2011. | [ 46 ] [ 47 ]        |
| 17           | كيرت أنغل                       | 5          | أغسطس 7, 2011   | 72         | أورلاندو (فلوريدا)            | Hardcore Justice                                                                                                 | | [ 48 ] [ 49 ]        |
| 18           | جيمس ستورم                      | 1          | أكتوبر 18, 2011 | 8          | أورلاندو (فلوريدا)            | إمباكت ريسلنغ | This episode aired on tape delay on October 20, 2011. | [ 50 ] [ 51 ]        |
| 19           | بوبي رود                        | 1          | أكتوبر 26, 2011 | 256        | ماكون (جورجيا)                | إمباكت ريسلنغ | This episode aired on tape delay on November 3, 2011. | [ 52 ] [ 53 ]        |
| 20           | أوستن أرييس                     | 1          | يوليو 8, 2012   | 98         | أورلاندو (فلوريدا)            | Destination X | Aries voluntarily vacated the X Division Championship in exchange for a TNA World Heavyweight Championship title shot at the event. | [ 54 ] [ 55 ]        |
| 21           | جيف هاردي                       | 3          | أكتوبر 14, 2012 | 147        | فينيكس (أريزونا)              | Bound for Glory                                                                                                  | | [ 56 ] [ 57 ]        |
| 22           | بوبا راي دادلي                  | 1          | مارس 10, 2013   | 130        | سان أنطونيو (تكساس)           | Lockdown | This was a أنواع مباريات المصارعة. | [ 58 ] [ 59 ]        |
| 23           | Chris Sabin                     | 1          | يوليو 18, 2013  | 28         | لويفيل (كنتاكي)               | Impact Wrestling: Destination X                                                                                  | Sabin voluntarily vacated the X Division Championship in exchange for a TNA World Heavyweight Championship title shot at the event. | [ 60 ]               |
| 24           | بوبا راي دادلي                  | 2          | أغسطس 15, 2013  | 66         | نورفولك (فرجينيا)             | Impact Wrestling: Hardcore Justice                                                                               | This was a أنواع مباريات المصارعة. | [ 61 ]               |
| 25           | إيه جيه ستايلز                  | 2          | أكتوبر 20, 2013 | 9          | سان دييغو (كاليفورنيا)        | Bound for Glory                                                                                                  | This was a أنواع مباريات المصارعة. | [ 62 ]               |
| —            | قائمة مصطلحات مصارعة المحترفين  | —          | أكتوبر 29, 2013 | —          | —                             | — | TNA President ديكسي كارتر (مصارعة) announced via تويتر that Styles had been stripped of the title due to a contract dispute. Styles continued to carry around the championship belt proclaiming himself champion in the storyline. | [ 63 ]               |
| 26           | Magnus                          | 1          | ديسمبر 3, 2013  | 128        | أورلاندو (فلوريدا)            | فاينال ريزلوشن                                                                                                   | Defeated جيف هاردي in a tournament final to win the vacant title. This was a أنواع مباريات المصارعة which aired on tape delay on December 19, 2013. On the January 9, 2014 episode of Impact Wrestling (taped December 6, 2013), إيه جيه ستايلز returned claiming to be the legitimate TNA World Heavyweight Champion as he was never defeated for the title (though not recognized as such by TNA). Magnus defeated him later that night to become the undisputed champion. | [ 64 ]               |
| 27           | اريك يونغ                       | 1          | أبريل 10, 2014  | 70         | أورلاندو (فلوريدا)            | إمباكت ريسلنغ | If Magnus had been counted out or disqualified, he would have lost the title. If anyone had interfered in the match, they would have been fired. | [ 65 ]               |
| 28           | بوبي لاشلي                      | 1          | يونيو 19, 2014  | 91         | بيت لحم (بنسيلفانيا)          | إمباكت ريسلنغ | If anyone besides MVP or كيني كينغ ‏ had interfered, they would have been fired. | [ 66 ]               |
| 29           | بوبي رود                        | 2          | سبتمبر 18, 2014 | 111        | بيت لحم (بنسيلفانيا)          | إمباكت ريسلنغ | This episode aired on tape delay on October 29, 2014. Kurt Angle was the حكم. | [ 67 ]               |
| 30           | بوبي لاشلي                      | 2          | يناير 7, 2015   | 24         | نيويورك                       | إمباكت ريسلنغ | | [ 68 ]               |
| 31           | كيرت أنغل                       | 6          | يناير 31, 2015  | 145        | لندن                          | إمباكت ريسلنغ | This episode aired on tape delay on March 20, 2015. | [ 69 ]               |
| 32           | ديريك باتمان                    | 1          | يونيو 25, 2015  | 101        | أورلاندو (فلوريدا)            | إمباكت ريسلنغ | This episode aired on tape delay on July 1, 2015. | [ 70 ]               |
| 33           | مات هاردي                       | 1          | أكتوبر 4, 2015  | 2          | كونكورد (كارولاينا الشمالية)  | Bound for Glory                                                                                                  | This was a three way match also involving درو ماكنتاير. Jeff Hardy was the حكم. | [ 71 ]               |
| —            | قائمة مصطلحات مصارعة المحترفين  | —          | أكتوبر 6, 2015  | —          | —                             | — | Vacated due to a legal injunction filed by Ethan Carter III as part of the storyline. | [ 72 ]               |
| 34           | ديريك باتمان                    | 2          | يناير 5, 2016   | 3          | بيت لحم (بنسيلفانيا)          | إمباكت ريسلنغ | Carter III defeated مات هاردي in the finals of the TNA World Title Series to win the vacant title. | [ 73 ]               |
| 35           | مات هاردي                       | 2          | يناير 8, 2016   | 67         | بيت لحم (بنسيلفانيا)          | إمباكت ريسلنغ | This was a أنواع مباريات المصارعة. Had Hardy not won, he would have left TNA. This episode aired on tape delay on January 19, 2016. | [ 74 ]               |
| 36           | درو ماكنتاير                    | 1          | مارس 15, 2016   | 89         | أورلاندو (فلوريدا)            | إمباكت ريسلنغ | Galloway invoked his Feast or Fired title opportunity to challenge Hardy for the championship and win the title. | [ 75 ] [ 76 ]        |
| 37           | بوبي لاشلي                      | 3          | يونيو 12, 2016  | 113        | أورلاندو (فلوريدا)            | Slammiversary | This was a Knockout or Tapout Only match. On July 13, 2016, Lashley also won the TNA X Division Championship defeating then-champion إدي إدواردز in a title vs. title steel cage match. On August 11, 2016, Lashley also won the بطولة ملك الجبل تي إن إيه by defeating then-champion جيمس ستورم in a title vs. titles match. The following day, Lashley retired the TNA King of the Mountain Championship and vacated the X Division Championship.                          | [ 77 ]               |
| 38           | إدي إدواردز                     | 1          | أكتوبر 3, 2016  | 97         | أورلاندو (فلوريدا)            | إمباكت ريسلنغ | This episode aired on tape delay on October 6, 2016. | [ 78 ] [ 79 ]        |
| 39           | بوبي لاشلي                      | 4          | يناير 8, 2017   | 175        | أورلاندو (فلوريدا)            | Impact Wrestling: Genesis                                                                                        | This was a 30-minute مباراة الرجل الحديدي. This episode aired on tape delay on January 26, 2017. On March 2, 2017, the championship was renamed to the Impact Wrestling World Heavyweight Championship following the renaming of the promotion. | [ 81 ]               |
| 40           | ألبرتو دل ريو                   | 1          | يوليو 2, 2017   | 43         | أورلاندو (فلوريدا)            | Slammiversary XV                                                                                                 | This was a unification match to unify the Impact Wrestling World Heavyweight Championship and the غلوبال فورس ريسلينغ. The championship was renamed to the Unified GFW World Heavyweight Championship. | [ 82 ]               |
| —            | قائمة مصطلحات مصارعة المحترفين  | —          | أغسطس 14, 2017  | —          | —                             | — | Vacated due to Alberto El Patrón's suspension. | [ 83 ]               |
| 41           | إيلي دريك                       | 1          | أغسطس 17, 2017  | 2٬798+     | أورلاندو (فلوريدا)            | إمباكت! | This was a 20-man Gauntlet for the Gold match Drake pinned إدي إدواردز to win the match once they were the last two wrestlers. The title took the GFW Global Championship name, while retaining the TNA title history. Aired on tape delay August 24, 2017. | [ 84 ]               |